# Novîi Ripniv, Busk
Novîi Ripniv (în ucraineană Новий Ріпнів) este un sat în comuna Novîi Mîleatîn din raionul Busk, regiunea Liov, Ucraina.

## Demografie
Componența lingvistică a localității Novîi Ripniv
     Ucraineană (100%)
Conform recensământului din 2001, toată populația localității Novîi Ripniv era vorbitoare de ucraineană (100%).